# Gemeingriechischer Fuß
Der gemeingriechische Fuß  – wissenschaftlich auch pous metrios genannt –  ist eine klassische Längeneinheit. Sie misst 16 Fünfzehntel römische Fuß, also in etwa 316,1 mm.
Der griechische Fuß wurde auch in Österreich als österreichischer Fuß verwendet. In der Antike teilte man ihn in 16 Finger, in Österreich – wie im Mittelalter üblich – in 12 Daumen (Zoll).
 
Die Ratio des pous metrios zum kyrenaischen Fuß beträgt 1024 zu 1000.
Durch statistische Auswertungen alter Maßstäbe wurde ein durchschnittlicher römischer Fuß von 296,2 mm ± 0,5 mm von Rolf C. A. Rottländer wissenschaftlich ermittelt. Da die alten Längenmaße der Antike stets durch einfache Verhältniszahlen voneinander abgeleitet wurden, bevorzugen moderne Metrologen heute aber einen arbiträr definierten, modernen, konventionellen Wert von genau 22 × 33 × 5−3 × 73 mm = 296,352 mm. Dieser Wert liegt weit innerhalb der von Rottländer festgestellten Variationsspanne, hat aber den Vorteil einfache Werte für die abgeleiteten Längenmaße zu gewährleisten. Statt einzelner, zufälliger Rundungen, bedeutet dieser Wert eine „Gesamtrundung“ aller antiken Längenmaße.
So beträgt der modern definierte, theoretische Wert des pous metrios 16 × (296,352 / 15) mm = 316,1088 mm. 
Das österreichische 6-Fuß-Klafter wurde im Jahr 1871 bei der Umstellung auf das Dezimalsystem auf 1,89648384 m festgelegt. 
 Der gesetzliche österreichische „pous metrios“ hat also – in potenzierten Primzahlen ausgedrückt – die definierte Länge von 23 × 30 × 5−5 × 70  ×  37 × 47 × 71 mm = 316,08064 mm. Dieser Wert liegt etwa bei 99,991 % des modernen Definitionswertes, war also 28,16 µm kürzer als dieser. Der gesetzliche, österreichische Wert des „pous metrios“ beinhaltet aber die großen Primzahlen 37, 47 und 71, die aber alle in antiken Ratios tatsächlich nie vorkommen. 
Letztlich bestätigt die österreichische Legislation mit ihrer – für alte Maße – höchst geringen Abweichung von etwa 0,0089 % nur die moderne wissenschaftliche Definition mittels der vier potenzierten, aber einfachen Primzahlen: 2, 3, 5 und 7. 
 Diese Ratios entstehen zwischen dem antiken 16-Finger-Fuß, der 18-Finger-Pygme, dem 20-Finger-Pygon, sowie den verschiedenen Ellen zu 24, 28, 30 und 32 Fingerbreit.
Vor dem Jahr 1816 wurde der gleiche Fuß auch in Preußen, im Zusammenhang mit den preußischen Hohlmaßen verwendet. Er betrug dort 316,149145 mm; also knapp 0,0128 % oder zirka 40⅓ µm mehr als der moderne, sieben-glatte Vergleichswert.